# سانتیاگو لوپز (بازیکن فوتبال، زاده ۲۰۰۵)
سانتیاگو لوپز (انگلیسی: Santiago López؛ زادهٔ ۱۰ ژوئن ۲۰۰۵) بازیکن فوتبال اهل کانادا است که در حال حاضر برای باشگاه فوتبال اونیورسیداد ناسیونال بازی می‌کند. 
وی همچنین در تیم‌های ملی فوتبال زیر ۱۸ سال مکزیک و زیر ۲۰ سال کانادا بازی کرده است.